# 売春税券売機

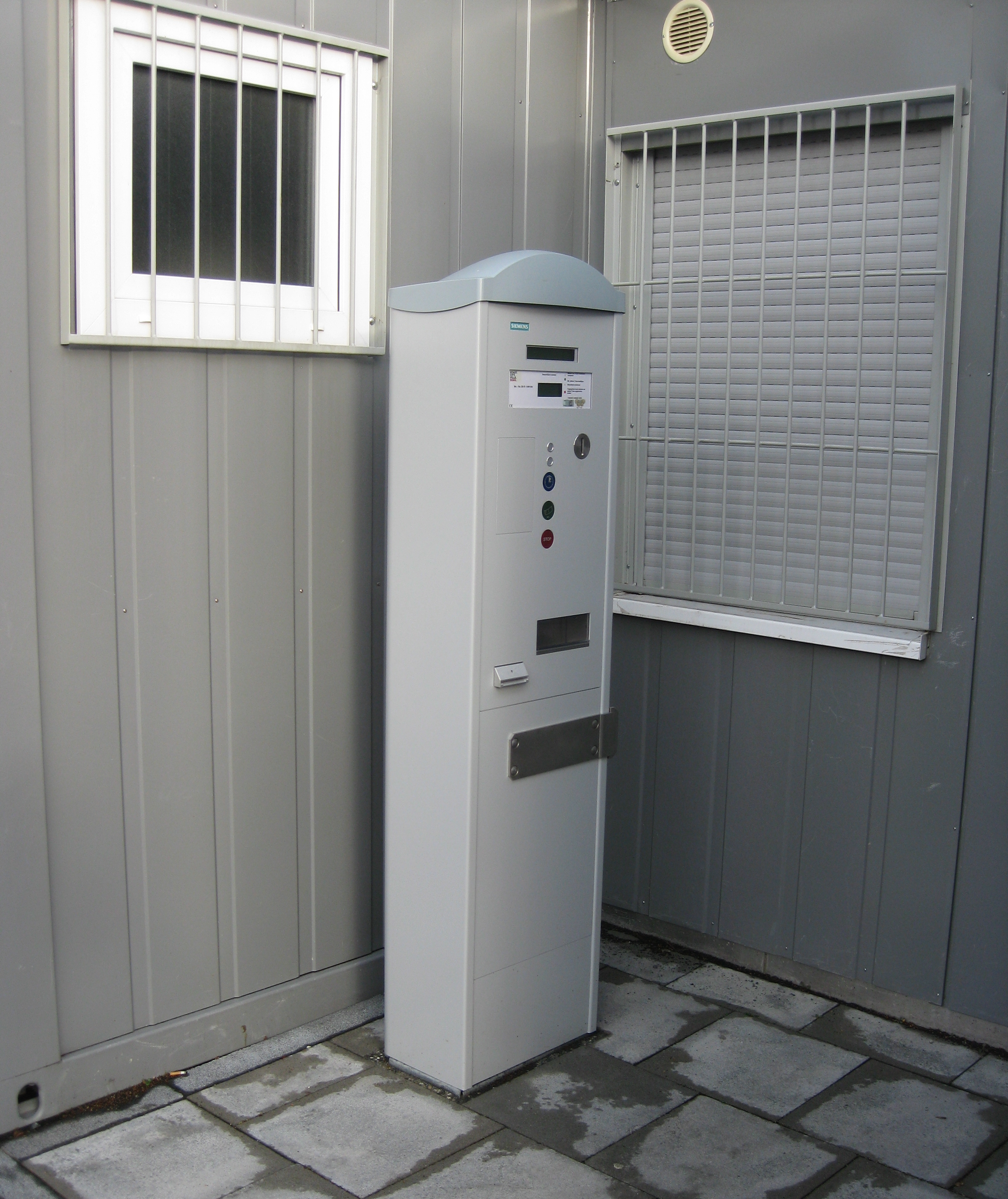
売春税券売機（2011年）

売春税券売機（ばいしゅんぜいけんばいき、ドイツ語:Steuerticket-Automat）はドイツのエンターテイメント税法 (Vergnügungsteuer) によって売春婦が支払わなければならない売春税を徴収するための自動券売機である。
ボン市では2011年8月から6ユーロの税券を発行しており、売春婦は売春を行うために税金を支払い税券を購入する義務がある。この税券は1営業日ごとに営業を開始する前に購入する必要があり、サービスの数に関係なく売春営業が認められている午後8時15分から午前6時まで有効である。
この券売機は市が所有する壁で仕切られた駐車場の敷地に設置され、この駐車場には2つの小さなコンテナも設置され、衛生設備と警備員用のラウンジがある。

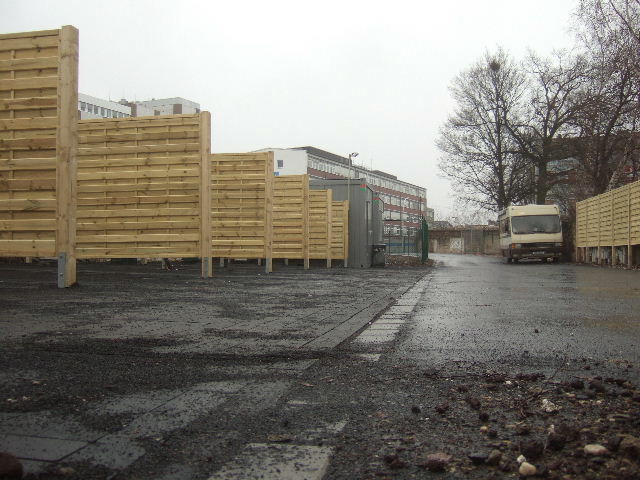
ボン市に売春のために設置された駐車場

街娼の売春婦は券売機の使用が義務付けられており、売春宿の売春婦は別の方法で課税される。税券を持っていない場合は脱税により罰金の対象となる。
売春税券売機を使用することにより、売春婦は売春税の納税申告書を提出する必要がない。ただし、所得税が免除されるわけではない。この徴税法のもう1つの利点は、売春婦が匿名性を維持しながら、同時に納税義務を遵守できることであり、非常に好評だった。初年度、市は券売機から35,200ユーロの税収を得た。
ケルン市は2003年に売春税を導入したが、そのための券売機は設置していない。

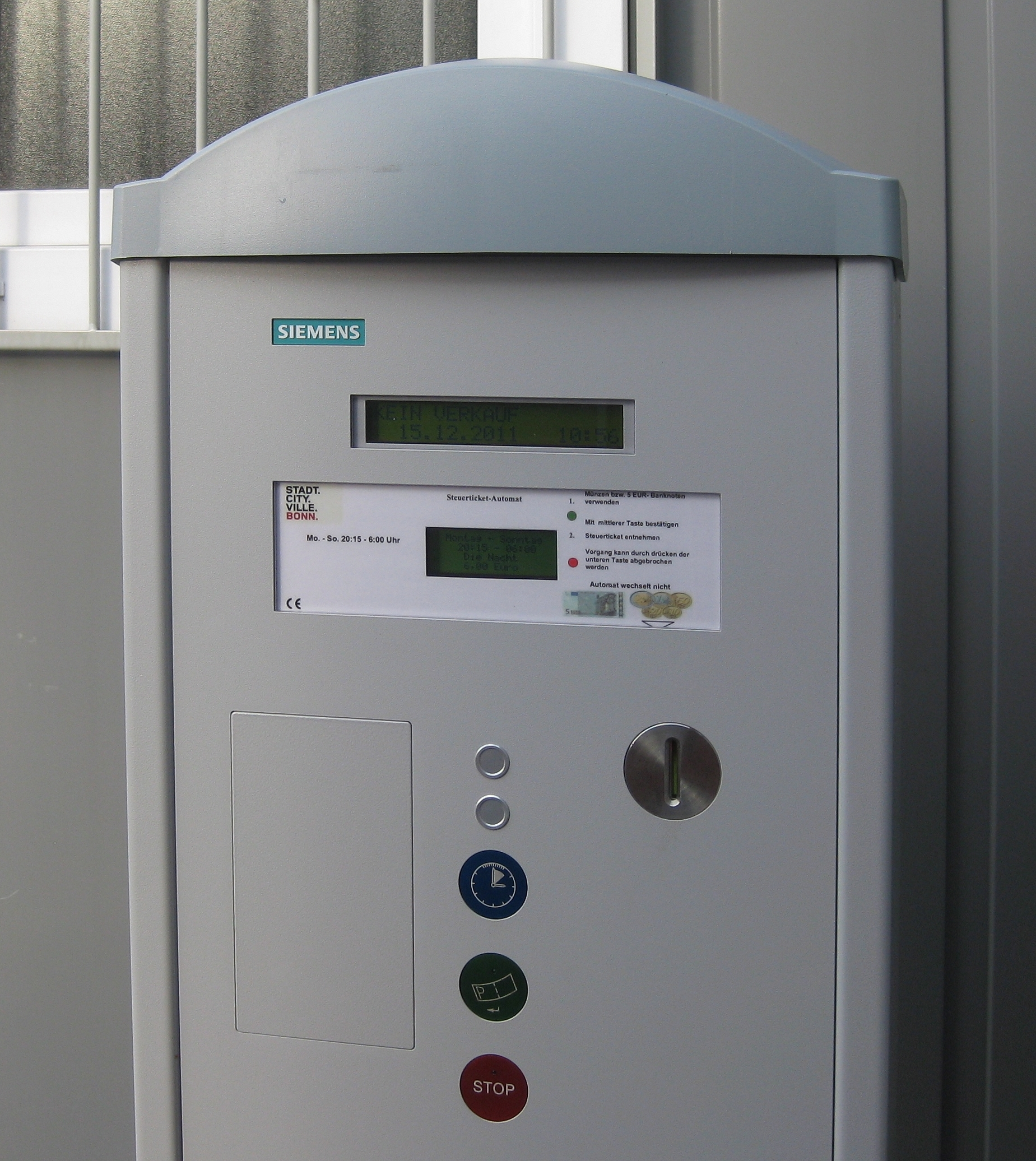